# Estación de Aguilar de Campoo
Estación de Aguilar de Campoo vasútállomás Spanyolországban, Aguilar de Campoo településen.

## Vasútvonalak
Az állomást az alábbi vasútvonalak érintik:
- Palencia–Santander-vasútvonal

## Kapcsolódó állomások
A vasútállomáshoz az alábbi állomások vannak a legközelebb:
- Estación de Palencia